# Phlogophora viridescens
Phlogophora viridescens är en fjärilsart som beskrevs av Barend J. Lempke 1942. Phlogophora viridescens ingår i släktet Phlogophora och familjen nattflyn. Inga underarter finns listade i Catalogue of Life.